# Pierluigi Collina
Pierluigi Collina (Bologna, 13. veljače 1960.) je bivši talijanski nogometni sudac. Šest puta je proglašavan za najboljeg suca godine, te ga se smatra najboljim sucem svih vremena.

## Životopis
Collina je rođen u Bologni, te je kao tinejdžer počeo igrati u lokalnom klubu, a 1977. je započeo sudačku karijeru. Brzo je napredovao, te je 1988. počeo suditi u trećoj talijanskoj ligi, a tri sezone kasnije u Seriji B i Seriji A.
U to vrijeme je obolio od težeg oblika alopecije, te je izgubio svu kosu. Na FIFA-inu listu je uvršten 1995., te je iduće godine sudio na Olimpijskim igrama u Atlanti, kao i u finalu Lige prvaka 1999. Kao vrhunac karijere, sudio je u finalu Svjetskog prvenstva 2002. između Njemačke i Brazila. Njegovo posljednje veliko natjecanje na kojem je sudio bilo je finale Kupa UEFA 2004. između Valencije i Marseillea. Posljednju međunarodnu utakmicu koju je sudio bila je između reprezentacija Portugala i Slovačke. Talijanski nogometni savez je zbog njega podignuo obaveznu godinu umirovljenja sudaca s 45 na 46 godina, no kako je Colina u kolovozu 2008. potpisao sponzorski ugovor s Opelom, koji je ujedno bio i sponzor A.C. Milana, došao je u sukob interesa, te je odlučio završiti karijeru.
Godine 2003. objavio je autobiografiju Le Mie Regole del Gioco, a nakon umirovljenja počeo je raditi kao finacijski savjetnik.

## Nagrade
- IFFHS - Najbolji sudac godine[2]
  - 1998., 1999., 2000., 2001., 2002., 2003.

## Vanjske poveznice
- Collinina službena stranica  Arhivirana inačica izvorne stranice od 28. veljače 2021. (Wayback Machine)